# Марк Аврелий Валерий Валентин
Марк Аврелий Валерий Валентин (лат. Marcus Aurelius Valerius Valentinus) — римский политический деятель первой половины IV века.
О происхождении Валентина ничего неизвестно. В период до 330 года он занимал должность корректора Фламинии и Пицена. В это время Валентин вошёл в состав сената и получил титул vir perfectissimus. В 330 году он находился на посту консуляра Нумидии.